# 宇宙線による核破砕
宇宙線による核破砕（うちゅうせんによるかくはさい、英: cosmic ray spallation）は、天然に起こる核分裂や原子核合成の形式である。宇宙線が対象に衝突することによって元素が生成される。宇宙線とは、地球外から来る高いエネルギーを持った粒子であり、自由電子からアルファ粒子まで様々なものからなる。これらが他の物質と衝突すると、核破砕反応を引き起こし、その結果、陽子や中性子等の核子が原子核から弾き出される。この過程は、大気圏外だけではなく、大気上層部や地表面でも生じる。
宇宙線による核破砕によって、リチウム(Li)やホウ素(B)のような軽い元素が作られる。この過程は1970年代に偶然発見された。
ビッグバン原子核合成のモデルは、観測される重水素の量が宇宙の膨張速度から計算した値と一致しないほど多いことを示唆し、ビッグバン後に重水素を生成した過程について多くの関心が集まっている。
宇宙線による核破砕は、重水素を生成しうる過程として研究が行われた。結局、宇宙線による核破砕によってはそれほど多くの重水素が生成しないことが分かり、宇宙に存在する余分な重水素は、非バリオンの暗黒物質の存在を仮定することで説明が可能となった。しかし、宇宙線による核破砕の研究によって、この過程によりリチウム(Li)、ベリリウム(Be)、ホウ素等が生成されることが分かった。これらの元素は、実際に大気よりも宇宙線に多く存在する原子核である。（対して、水素(H)やヘリウム(He)は大気中と宇宙線で存在比は変わらない。）
アルミニウムの同位体、炭素の同位体、塩素の同位体、ヨウ素の同位体、ネオンの同位体も宇宙線による核破砕で生じることが知られている。